# Alex Iván
Alex Iván (Dunajská Streda, 26 marzo 1997) è un calciatore slovacco, centrocampista del Gyirmót.

## Carriera
Ha esordito in Superliga il 23 febbraio 2019 disputando con il Sereď l'incontro perso 0-1 contro lo Slovan Bratislava.

## Statistiche

### Presenze e reti nei club
Statistiche aggiornate al 6 novembre 2021.
| Stagione        | Squadra         | Campionato      | Campionato | Campionato | Coppe nazionali | Coppe nazionali | Coppe nazionali | Coppe continentali | Coppe continentali | Coppe continentali | Altre coppe | Altre coppe | Altre coppe | Totale | Totale |
| Stagione        | Squadra         | Comp            | Pres       | Reti       | Comp            | Pres            | Reti            | Comp               | Pres               | Reti               | Comp        | Pres        | Reti        | Pres   | Reti   |
| --------------- | --------------- | --------------- | ---------- | ---------- | --------------- | --------------- | --------------- | ------------------ | ------------------ | ------------------ | ----------- | ----------- | ----------- | ------ | ------ |
| 2018-gen. 2019  | Petržalka       | 2L              | 13         | 1          | CS              | 1               | 0               |                    | -                  | -                  |             | -           | -           | 14     | 1      |
| gen.-mag. 2019  | Sereď           | SL              | 13         | 1          |                 | -               | -               |                    | -                  | -                  |             | -           | -           | 13     | 1      |
| 2019-2020       | Sereď           | SL              | 26         | 1          | CS              | 3               | 1               |                    | -                  | -                  |             | -           | -           | 29     | 2      |
| 2020-2021       | Sereď           | SL              | 28         | 5          | CS              | 2               | 1               |                    | -                  | -                  |             | -           | -           | 30     | 6      |
| Totale Sereď    | Totale Sereď    | Totale Sereď    | 67         | 7          |                 | 5               | 2               |                    | -                  | -                  |             | -           | -           | 72     | 9      |
| 2021-2022       | Spartak Trnava  | SL              | 11         | 0          | CS              | 0               | 0               | UECL               | 5                  | 0                  |             | -           | -           | 16     | 0      |
| Totale carriera | Totale carriera | Totale carriera | 91         | 8          |                 | 6               | 2               |                    | 5                  | 0                  |             | -           | -           | 102    | 10     |

## Palmarès

### Club

#### Competizioni nazionali
- Coppa di Slovacchia: 2

Spartak Trnava: 2021-2022, 2022-2023